# Cotudo (golosina)
Es una golosina Indígena muy famosa que está hecha a base de agua y azúcar y otros ingredientes. Es elaborada en los departamentos de Boyacá y Cundinamarca, en el país Colombia, pero también es vendida en varios países. Posicionado en el mercado hace 46 años. Es muy apetecido por turistas.

## Historia
La existencia de los cotudos comienza desde la época de la colonización española  donde esta golosina hacía parte de un aperitivo especial; convirtiéndose en un alimento de tradición  y costumbre. El cotudo se hace en el municipio de Cota, Cundinamarca capital de esta golosina, ubicado a 2 km de Bogotá por la Calle 80.